# تفلق مطقطق
مرعة مطقطقة (الاسم العلمي: Rallus crepitans) (بالإنجليزية: Clapper rail)‏ هي نوع من الطيور تتبع جنس المرعة من فصيلة المرعات.